# Росселанд, Свен
Свен Росселанд (норв. Svein Rosseland, 31 марта 1894 — 19 января 1985) — норвежский астрофизик, член Норвежской Академии наук и её президент в течение ряда лет.
Свен Росселанд родился в Кваме 31 марта 1894 года. Окончил университет Осло. Сотрудник обсерватории Маунт-Вилсон (1924—1926 гг.), профессор астрономии Гарвардской обсерватории (1929—1930), профессор астрономии университета Осло (1928—1965), директор института теоретической астрофизики университета Осло (1934—1965). Во время Второй мировой войны, в годы фашистской оккупации Норвегии, работал в Принстонском университете.
Основные работы относятся к теории внутреннего строения звёзд и переноса излучения. Одним из первых применил квантовую механику для решения астрофизических задач. Разработал метод усреднения коэффициента поглощения звездного вещества по частотам (росселандов средний коэффициент поглощения); определил механизм свечения газовых туманностей (Теорема Росселанда); сформулировал проблему распространения излучения в движущемся веществе.

## Память
В 1994 г. Международный астрономический союз присвоил имя Росселанда кратеру на обратной стороне Луны.